# 鍾瓘
鍾瓘（1444年—？），字良玉，江西吉安府永豐縣人，民籍，明朝政治人物。進士出身。

## 生平
早年出身國子生，江西鄉試第三十五名。成化十四年（1478年）戊戌科會試第二百七十名，殿試登進士第三甲第八十一名。

## 家族
曾祖父鍾粲然。祖父鍾叔良。父亲鍾晰，曾任教諭。母劉氏，繼母董氏。慈侍下。娶劉氏。